# Monte Arpon
Il Monte Arpon (1.236 m s.l.m.) è una vetta delle Alpi Graie. Non deve essere confuso col vicino e quasi omonimo - ma più alto - Monte Arpone, sito quest'ultimo alla convergenza tra i territori comunali di Rubiana, Viù e Val della Torre.

## Descrizione

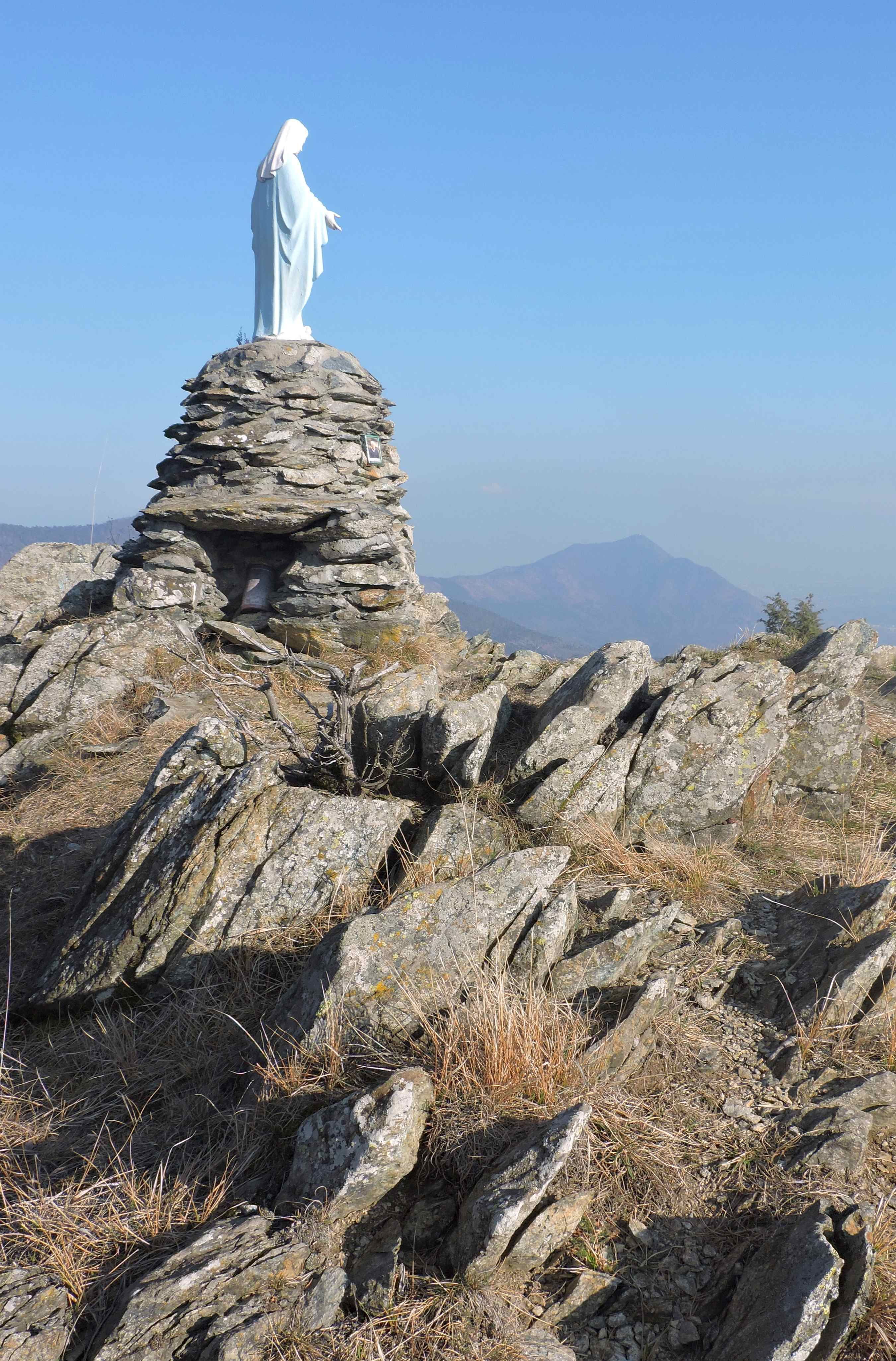
La madonnina sulla cima e, sullo sfondo, il Musinè

La montagna si trova in Piemonte nella valle del torrente Messa, e fa parte del territorio comunale di Rubiana (Città metropolitana di Torino). È collocata sul crinale che divide le due vallette del Rio del Ferro (a nord) da quelle del torrente Bellacomba, entrambi tributari del Messa. A ovest una insellatura alla quota di circa 1.180 m la divide dal Rocca Sella, mentre verso est il crinale spartiacque procede con il Monte Gioran (1.034 m).
Sul punto culminante si trova una piccola statua della Madonna.

## Accesso alla cima
La punta può essere raggiunta da Favella (Rubiana), con un percorso escursionistico la cui difficoltà è stimata come E. In alternativa si può percorrerne la cresta orientale, che però presenta difficoltà alpinistiche.